# Niger (fluviu)
Niger este după Nil și Congo al treilea fluviu ca mărime în Africa. El are o lungime de 4.184 km, cursul lui formează un semicerc uriaș de 2000 km, făcând graniță sau traversând state din Africa de Vest: Guineea, Mali, Niger, Benin, și Nigeria unde se varsă printr-o deltă largă de 200 km în Golful Guinea. Fluviul este navigabil abia de la Koulikoro, mai sus navigația cu bărci poate fi periculoasă din cauza hipopotamilor sau bancurilor de nisip.
Fluviul aprovizionează 110 milioane de oameni ce trăiesc pe malurile sale cu apă. Bazinul său hidrografic are o dimensiune de 2.261 milioane km2, incluzând teritorii din alte 4 sau 5 state pe lângă cele traversate. 

## Geografie

### Parcurs
Nigerul izvorăște de la est de Podișul Fouta Djalon din Guineea și a purtat, inițial, numele de Joliba. Asemenea celorlalte două fluvii mari ale Africii de Vest, Senegal și Gambia, Niger curge către Oceanul Atlantic. Fluviul, care are 4.000 km lungime, traversează mai întâi o zonă de podișuri la nord, în drumul său către Mali și nisipurile Saharei. Valea fluviului este aici îngustă, iar cursul său este întrerupt de numeroase praguri. După ce își unește apele cu râul Milo, chiar înainte de granița dintre Guineea și Mali, Nigerul devine navigabil. În apropiere de Bamako, capitala statului Mali, a fost construit un mare baraj care permite exploatarea rațională a resurselor de apă. Aproximativ 100 de kilometri mai departe se întinde delta interioară a Nigerului, numită Macina. Fluviul curge aici printr-o câmpie mlăștinoasă și se împarte în mai multe brațe. Delta se termină în extremitatea nordică a fluviului Niger, în apropiere de fosta capitală a statului Mali, legendarul Tombouctou. "Fluviul Negru", cum este adeseori supranumit Nigerul, curge către Sahara, cotește lângă Tombouctou și traversează marginile deșertului descriind un arc adânc, îndreptându-se apoi din nou spre sud. În Nigeria, fluviul traversează o regiune de podișuri, până când, în final, formează o deltă uriașă (30.000 km²) și se varsă în Golful Guineei din Oceanul Atlantic.

### Afluenți
- Bani
- Sokoto
- Benue
- Béli
- Gorouol
- Sirba
- Tapoa

### Localități
- Gao
- Bamako
- Koulikoro
- Ségou
- Mopti
- Timbuktu
- Niamey
- Onitsha
- Port Harcourt

## Istorie
Primul european care a ajuns pe malurile fluviului Niger, în anul 1796 a fost exploratorul scoțian
Mungo Park.

## Economie
Nigerul este o importantă arteră de transport comercială, rezervor de apă și sursă de energie electrică (baraje).